# Lactobacillus alimentarius
Lactobacillus alimentarius è una specie di batterio appartenente alla famiglia delle Lactobacillaceae.